# Thea Trinidad
Thea Trinidad (27 de desembre de 1990) és una lluitadora professional nord-americana que treballa actualment a la Total Nonstop Action Wrestling sota el nom de Rosita. També treballa en altres promocions sota el nom de Divina Fly.
Entre els seus triomfs destaca un Campionat Femení en Parelles.

## Total Nonstop Action Wrestling

### 2011
L'11 de gener va participar en el dark match de les gravacions de TNA Impact, perdent contra Angelina Love. El 27 de gener es va informar que había signat un contracte amb l'empresa, fent el seu debut el 10 de febrer en el programa Impact!, sent presentada com la cosina de Sarita. En aquest programa junt amb Sarita, Madison Rayne & Tara van derrotar a Angelina Love, Velvet Sky, Mickie James & Katarina Waters.
El 17 de febrer, junt amb Sarita, van derrotar a Angelina Love i Velvet Sky guanyant una oportunitat per als Campionats Femenins en Parelles.
En el PPV Victory Road van derrotar a Angelina Love i Winter guanyant els Campionats en Parelles.

## En lluita
- Moviments finals
  - The Fly Cutter
  - Moonsault

- Moviments de firma
  - Arm drag
  - Hurricanrana

## Campionats i Triomfs
- Total Nonstop Action Wrestling
  - TNA Knockout Tag Team Championship (1 vegada)